# Rhyncomya cassotis
Rhyncomya cassotis är en tvåvingeart som först beskrevs av Walker 1849.  Rhyncomya cassotis ingår i släktet Rhyncomya och familjen Rhiniidae. Inga underarter finns listade i Catalogue of Life.